# Ildebrando (vescovo di Firenze)
Ildebrando o Alibrando (nato nella seconda metà del X secolo – morto dopo il 1020) è stato un vescovo italiano, vescovo di Firenze nel primo quarto dell'XI secolo.

## Biografia
Fu scelto come successore del Vescovo Guido nel 1008 ed uno dei suoi primi incarichi fu quello di accompagnare l'imperatore Enrico II a Roma per ricevere l'incoronazione papale.
Grazie al prestigio dell'impresa ottenne il favore imperiale per costruire una nuova grande basilica dedicata a San Miniato protomartire in luogo di un piccolo oratorio collinare posto sul luogo dove secondo la leggenda questo santo si era recato portando la sua testa staccata sotto il braccio. La chiesa che sorse è San Miniato al Monte, uno dei capolavori del romanico toscano. 
Sostenne questa nuova chiesa accanto alla quale pose un monastero benedettino e vi riversò numerose donazioni. Sottopose al nuovo monastero l'abbazia di Sant'Andrea (1013) e la chiesa di Santa Felicita.
Secondo un documento del Capitolo di Firenze era ancora vivo nel 1020, mentre il primo documento relativo al suo successore Lamberto risale al 1025.